# Перегони на собачих упряжках на зимових Олімпійських іграх 1932
Перегони на собачих упряжках були включені в програму зимових Олімпійських ігор 1932 як демонстраційний вид спорту та відбувся 6 та 7 лютого. 
У змаганнях брали участь 12 учасників (5 — з Канада; 7 — з США). За правилами «New England Sled Dog Club», учасники, маючи шість собак в упряжці, подолали за два дні відстань 40,5 км (25,1 милі).

## Результати
| М. | Погонич                 | Гонка №1  | Гонка №2  | Фінішний час |
| -- | ----------------------- | --------- | --------- | ------------ |
| 1  | Еміль Сент-Годард (CAN) | 2:12:05.0 | 2:11:07.5 | 4:23:12.5    |
| 2  | Леонхард Сеппала (USA)  | 2:13:34.3 | 2:17:27.5 | 4:31:01.8    |
| 3  | Шорті Руссік (CAN)      | 2:26:22.4 | 2:21:22.2 | 4:47:44.6    |
| 4  | Гаррі Вілер (CAN)       | 2:33:19.1 | 2:29:35.0 | 5:02:54.1    |
| 5  | Роджер Гейнес (USA)     | 2:34:56.0 | 2:31:31.3 | 5:06:27.3    |
| 6  | Раймонд Пуліо (CAN)     | 2:53:14.3 | 2:52:21.5 | 5:45:35.8    |
| 7  | Джек Дефалко (CAN)      | 2:53:49.5 | 2:55:50.1 | 5:49:39.6    |
| 8  | Стюарт Белькнап (USA)   | 2:57:14.0 | 2:57:08.5 | 5:54:22.5    |
| 9  | Генрі Мерфі (USA)       | 2:42:49.4 | 3:15:24.1 | 5:58:13.5    |
| 10 | Декстер Сірс (USA)      | 3:00:21.7 | 3:01:49.5 | 6:02:11.2    |
| 11 | Норман Д. Воган (USA)   | 3:24:10.0 | 3:49:46.0 | 7:13:56.0    |
| 12 | Eva Seeley (USA)        | 3:28:01.7 | 3:46:45.0 | 7:14:46.7    |